# Hasora badra
Espèce
Hasora badra est une espèce de papillons de la famille des Hesperiidae.

## Description
Hasora badra, qui a une envergure de 50 à 55 mm, est brun foncé et non marqué au-dessus. Il ressemble à Hasora chromus, sauf qu'il est dépourvu de bande blanche en dessous ; le sommet de l'aile antérieure et le disque inférieur de l'aile postérieure sont teintés de violet. Le mâle a des taches apicales mais pas de marques supérieures. La femelle a de grandes taches jaunes et des points apicaux,.
La race sri-lankaise n'a pas de taches apicales sur le mâle et pas de lavis violet en dessous,.

### Description détaillée
Edward Yerbury Watson (d) (1891) en donne la description suivante :

« Mâle, avec une tache subbasale noirâtre suffusée ; aile antérieure avec trois très petites taches semi-transparentes jaunâtres conjuguées près de la costa, à un quart de l'apex. Cils brun grisâtre pâle. Dessous brun suffusé de pourpre ; aile antérieure avec une tache costale noirâtre avant l'apex, bord postérieur jaunâtre ; aile postérieure avec une bande subbasale et submarginale suffusée noirâtre, cette dernière se terminant par une tache noire sur le lobe anal ; au-dessus de la tache se trouve une strie blanc-violet, et à l'intérieur de la cellule une petite tache blanc bleuâtre. Palpes et corps en dessous jaune terne. Pattes brun pâle.
Femelle, dessus brun suffusé de brun jaunâtre vinacé à la base ; aile antérieure avec les trois petites taches subapicales (comme chez le mâle) et trois assez grandes taches obliquement quadrangulaires, deux étant disposées sur le disque, la troisième au-dessus et à l'intérieur de la cellule. Face inférieure avec les taches de l'aile antérieure comme sur la face supérieure ; aile postérieure comme chez le mâle. »

## Habitat
Le papillon se trouve au Sri Lanka, en Inde, en Birmanie, en Thaïlande, au Laos, à Hainan, à Taïwan, dans le nord du Viêt Nam, au Japon, dans l'Ouest de la Chine, en Malaisie, dans l'archipel indonésien (Bornéo, Sumatra et Java), aux Philippines, à Palawan, aux Moluques et à Célèbes,.
En Inde, le papillon se trouve dans le Sud de l'Inde, où il est endémique dans les massifs montagneux des Ghats occidentaux et des Nilgiris. Dans l'Himalaya, il est présent de Mussoorie vers l'est jusqu'au Sikkim et jusqu'en Birmanie. On le trouve également dans les îles Andaman et Nicobar,,.

## Statut
William Harry Evans (1932) l'a décrit comme n'étant pas rare. Il ne figure pas parmi la liste des espèces menacées d'extinction par l'UICN.

## Plantes hôtes
La larve a été signalée sur les espèces Derris trifoliata, Derris elliptica, Millettia pachycarpa et Pongamia,.

## Liste des sous-espèces
Selon GBIF (26 août 2023) :
- Hasora badra badra (Moore, 1857)
- Hasora badra lanka Evans, 1926

## Systématique
Le nom valide complet (avec auteur) de ce taxon est Hasora badra (Moore, 1857).
L'espèce a été initialement classée dans le genre Goniloba sous le protonyme Goniloba badra Moore, 1857.
Sa localité type est Java, Indonésie.
Hasora badra a pour synonymes :
- Goniloba badra Moore, 1857
- Hasora badra godana Fruhstorfer, 1911
- Hasora badra sankarya Fruhstorfer, 1911
- Hasora certhia Plötz, 1884
- Hasora godana Fruhstorfer, 1911
- Hasora sankarya Fruhstorfer, 1911
- Ismene certhia Plötz, 1884